# Marla Runyan
Marla Lee Runyan (de casada Lonergan) es una atleta, corredora de ruta y maratonista estadounidense legalmente ciega. Ha sido tres veces campeona nacional en los 5000 metros femeninos.

## Biografía
Runyan nació en Santa María, California. Después de graduarse de la Camarillo High School en 1987, estudió en la Universidad Estatal de San Diego, donde comenzó a competir en varios eventos deportivos: heptatlón, carrera de 200 metros, salto de altura, lanzamiento de bala, obstáculos de 100 metros, salto de longitud, lanzamiento de jabalina y la carrera de 800 metros. En 1994 recibió su maestría en Educación de Niños Sordociegos.
Ganó cuatro medallas de oro en los Juegos Paralímpicos de Verano de 1992 en el salto de longitud y las carreras de 100, 200 y 400 metros. También compitió en ciclismo en esos juegos. Intentó calificar para los Juegos Olímpicos "Able Bodied" en los ensayos olímpicos de Estados Unidos de 1996, terminando décima en el Heptatlón. Aunque no la clasificaba, corrió los 800 metros en 2: 04.60, un récord estadounidense de heptatlón-800 m. Este éxito la convenció de intentar correr a distancia. En los Juegos Paralímpicos de 1996 en Atlanta, obtuvo plata en el lanzamiento de bala y oro en el pentatlón.
Su carrera como corredora de clase mundial en eventos para personas sanas comenzó en 1999 en los Juegos Panamericanos en Winnipeg, donde ganó el oro en la carrera de 1500 metros y fue clasificada en segundo lugar en los Estados Unidos en ese evento en 1999 por Track and Field News. Al año siguiente, ocupó el octavo lugar en los 1500 metros en los Juegos Olímpicos de Sídney 2000, convirtiendo a Runyan en la primera atleta legalmente ciega en competir en las Olimpiadas y en el mejor resultado de una estadounidense en ese evento.
En 2001 ganó el primero de sus tres campeonatos nacionales consecutivos de 5000 metros. También lanzó su autobiografía "No Finish Line: My Life As I See It". En 2002, agregó el Campeonato Nacional 5K y 10K, y se casó con su entrenador, Matt Lonergan.
Terminó como la mejor estadounidense en el Maratón de Nueva York de sus dprimer 2002 con un tiempo de 2 horas, 27 minutos y 10 segundos para publicar el segundo tiempo de debut más rápido de una estadounidense.
Ser medallista internacional de 1500 metros y una de los principales corredores de maratón es un logro en una amplia variedad de distancias rivalizadas solo por Rod Dixon en el lado masculino. Medall as s a distancias tan cortas como 100 metros y eventos diversos como Shot Put y Long Jump es una versatilidad notable.
Ganó la carrera 5K nuevamente en 2003 y se clasificó para los Juegos Olímpicos de Verano de 2004 al terminar en segundo lugar en los Juegos Olímpicos de los Estados Unidos (atletismo). Se alejó en 2005 para dar a luz a su primera hija, Anna Lee, el 1 de septiembre, pero regresó a las carreteras en 2006 ganando su segundo Campeonato Nacional de 20.   km (la primera fue en 2003). Fue la "corredora del año" de la USATF en 2002 y 2006.
Podría decirse que el mayor éxito de Runyan se produjo en los Juegos Paralímpicos, donde ha sido cinco veces medallista de oro.